# SiegfriedMuseum

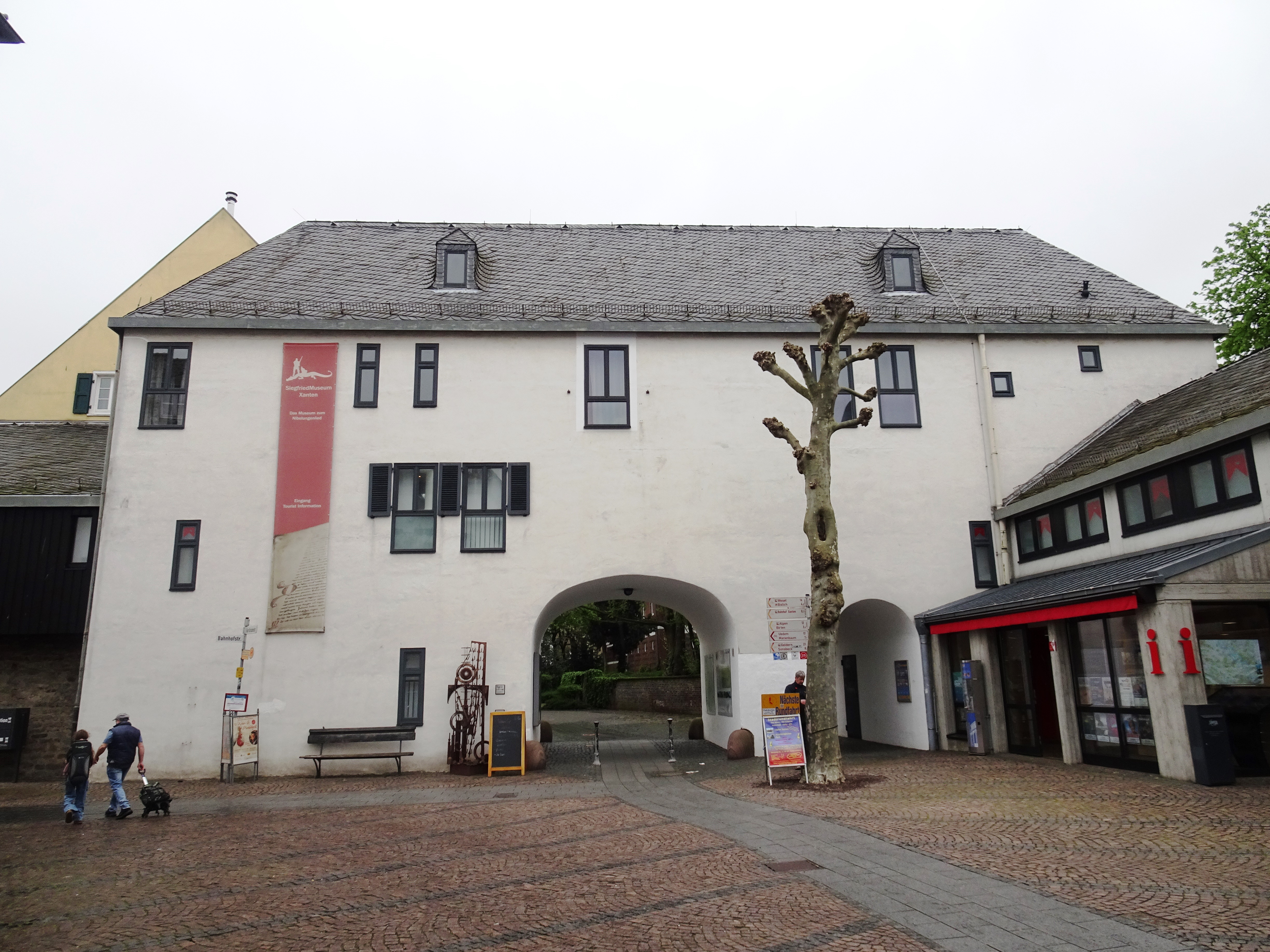
SiegfriedMuseum in Xanten

Das SiegfriedMuseum, auch SiegfriedMuseum Xanten, ist ein Museum zu Inhalt und Geschichte des Nibelungenlieds in Xanten.

## Das Museum
Das Museum wurde 2010 ursprünglich von einem Verein im Gebäude des ehemaligen Xantener Regionalmuseum, unterstützt von der NRW-Stiftung als Museum „Nibelungen(h)ort Xanten“ gegründet, aufgebaut und betrieben. 2013 kam das Museum in städtische Trägerschaft und wurde als SiegfriedMuseum neu eröffnet. Das Museum befindet sich in der Kurfürstenstraße 9 unweit von St. Viktor im Zentrum der historischen Altstadt.
Das Museum widmet sich dem Nibelungenlied und den Helden der Nibelungensage rund um Siegfried, der aus Xanten stammen soll, und deren Rezeption von der Zeit der Völkerwanderung über das Mittelalter bis in die Gegenwart. Es zeigt auf über 1000 m² Ausstellungsfläche Objekte, Inszenierungen, Filme und Installationen und betrachtet auch die Einflüsse des Mythos auf die modernen Unterhaltung vom „Herrn der Ringe“ bis zu „Star Wars“. Der Einfluss Nibelungenlieds und seiner Helden auf Kultur, Populärkultur und Gesellschaft, sowie zur aktuellen Politik und dem Gebrauch und Missbrauch des Mythos, werden mit unterschiedlichen audiovisuellen und multimedialen Medien dargestellt.